# Druckerei J. D. Küster
Die Druckerei J. D. Küster war ein in Bielefeld (Nordrhein-Westfalen) ansässiges Unternehmen, das bis zum Kauf durch den Verlag Wilhelm Bertelsmann im Jahr 1870 eigenständig war. Ihre Anfänge gehen urkundlich auf das Jahr 1661 zurück.
Bereits 1846 wurde die Zeitschrift Das Westphälische Dampfboot und im Jahr 1848 die Wochenzeitung Westfälischer Volksfreund hier gedruckt. Auch das Bielefelder Tagblatt, die Vorgängerzeitung der heutigen Neuen Westfälischen, entstand in dieser Druckerei.
Die Firma bestand bis zuletzt unter der Bezeichnung J. D. Küster Nachf. + Presse-Druck GmbH & Co. KG und gehörte der Neuen Westfälischen.
Zum 31. Mai 2021 hat das Unternehmen seine Tätigkeit eingestellt.

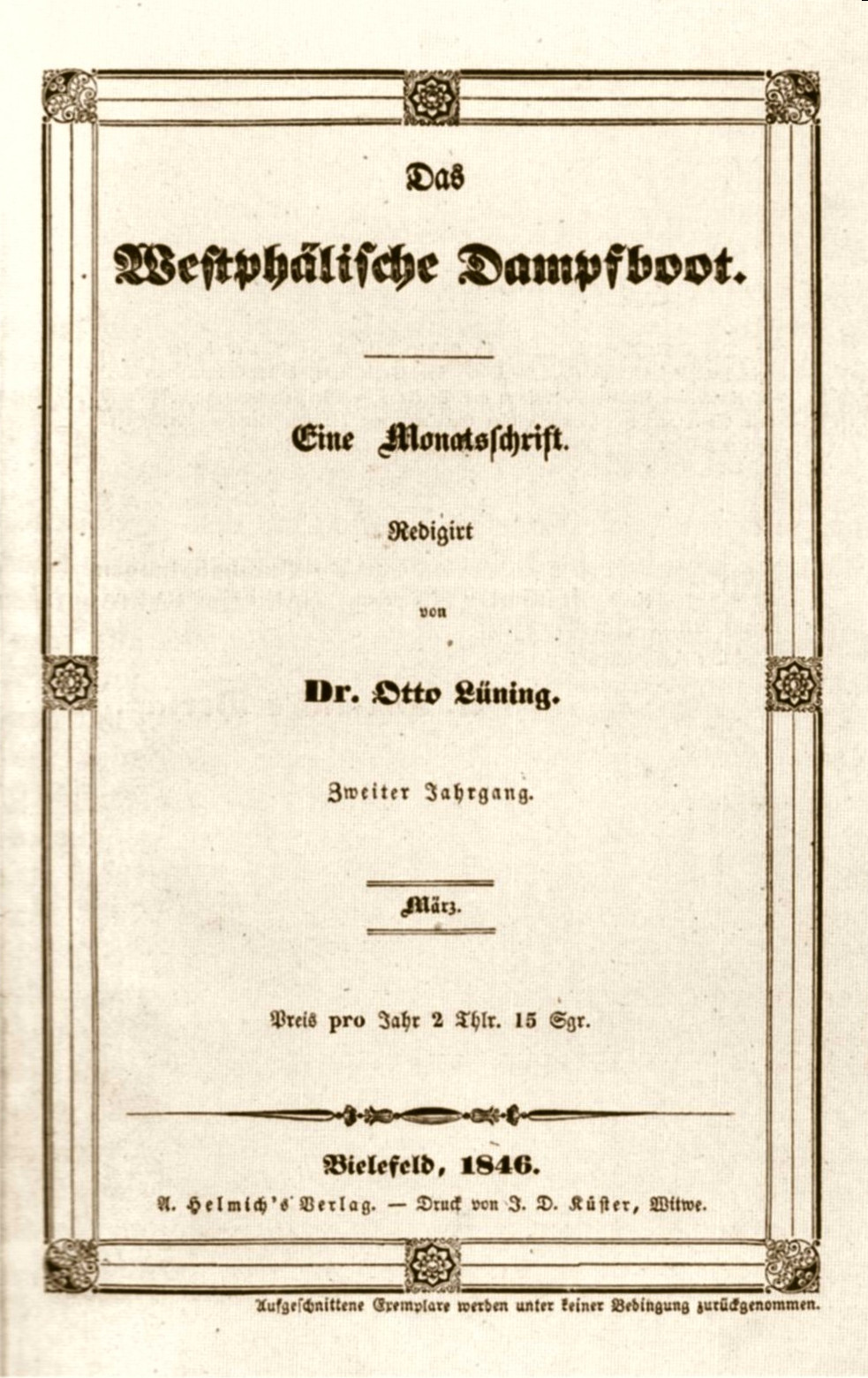
Das Westphälische Dampfboot. Ausgabe März 1846
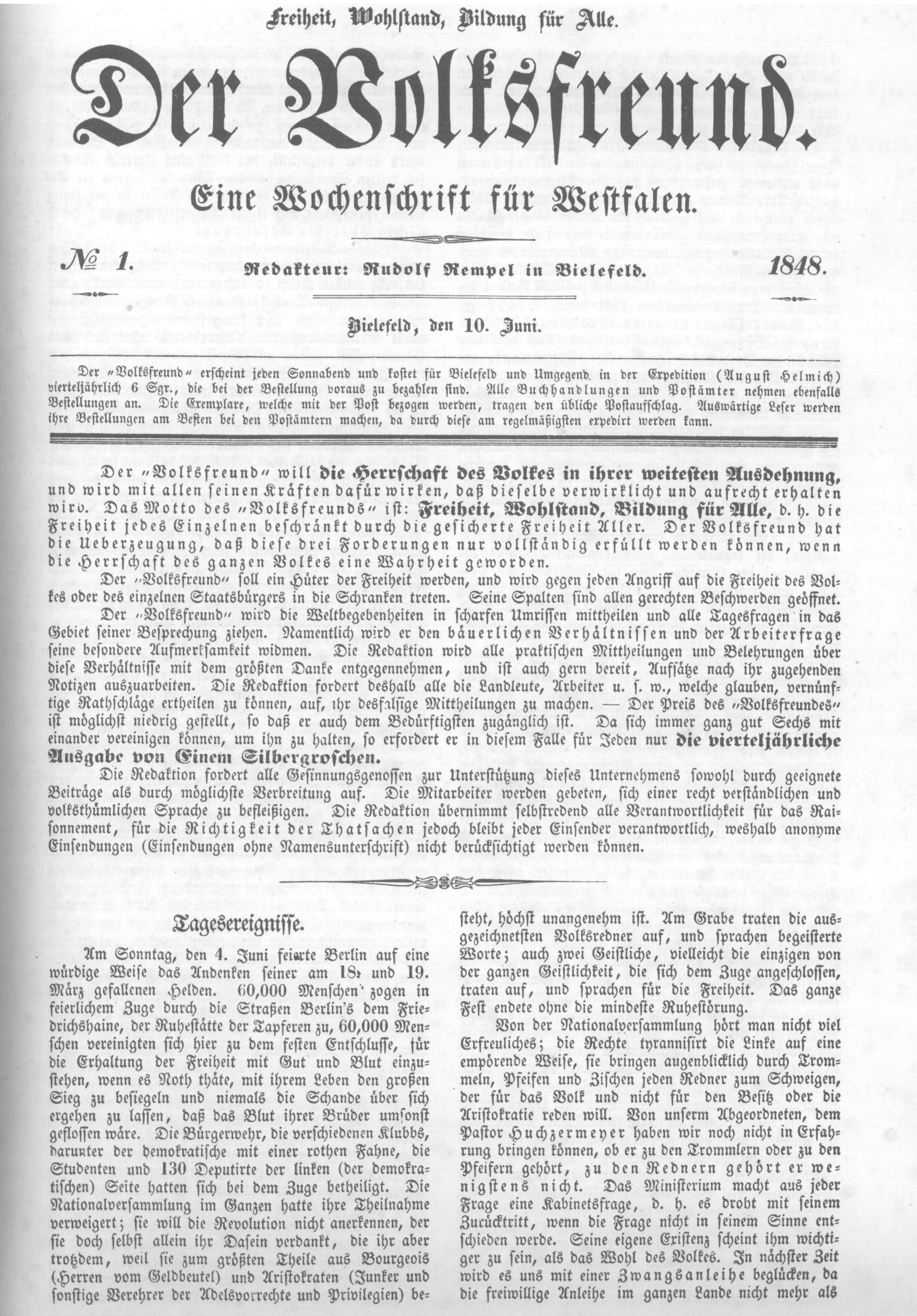
Titelseite der 1. Ausgabe des „Westfälischen Volksfreundes“.